# Нікша Рокі
Нікша Рокі (11 січня 1985) — хорватський плавець.
Учасник Олімпійських Ігор 2008 року.